# مدیریت سرمایه‌گذاری
مدیریت سرمایه‌گذاری مدیریت حرفه‌ای اوراق بهادار (سهام، اوراق قرضه و دیگر اوراق بهادار) و دارایی‌ها (مثل املاک) به منظور رسیدن به اهداف مشخصی از سرمایه‌گذاری یا کسب سود برای سرمایه‌گذاران است. سرمایه‌گذاران می‌توانند مؤسسات (شرکت‌های بیمه، صندوق‌های بازنشستگی، کمپانی‌ها، خیریه‌ها، مؤسسات خدمات تحصیلی و…) یا سرمایه‌گذاران شخصی (هم به صورت سرمایه‌گذاری مستقیم و هم در نوع رایج‌تر آن یعنی سرمایه‌گذاری از طریق شرکت‌های واسطه مثل صندوق‌های سرمایه‌گذاری مشترک باشند.
در لغت، مدیریت دارایی اغلب به جای مدیریت سرمایه‌گذاری سرمایه‌های مشترک استفاده می‌شود، در حالی که مدیریت سرمایه می‌تواند به همهٔ انواع سرمایه‌گذاری مثل مدیریت سرمایه‌گذاری شخصی اطلاق شود. مدیران سرمایه‌گذاری ای که تخصصشان مدیریت مشورتی از طرف سرمایه گذاران شخصی (معمولاً متمول) است، اغلب به خدماتشان مدیریت ثروت یا مدیریت سبد سرمایه‌گذاری می‌گویند.
«خدمات مدیریت سرمایه‌گذاری» شامل تحلیل اظهارنامه‌های مالی، انتخاب دارایی، گزینش سهام، پیاده‌سازی برنامه و کنترل سرمایه‌گذاری‌های جاری می‌شود.
مدیریت سرمایه‌گذاری یک صنعت بزرگ و مهم جهانی است و عهده‌دار مدیریت تریلیون‌ها یوان، دلار، یورو، پوند و ین در جهان است.